# Challenger de Tucumán 2025
El Challenger de Tucumán 2025, denominado por razones de patrocinio AAT Challenger Santander Tucuman fue un torneo de tenis perteneció al ATP Challenger Tour 2025 en la categoría Challenger 50. Se trató de la 2ª edición; el torneo tuvó lugar en la ciudad de San Miguel de Tucumán (Argentina), desde el 21 hasta el 27 de abril de 2025 sobre polvo de ladrillo al aire libre.

## Jugadores participantes del cuadro de individuales
| Preclasificado | País                 | Jugador                    | Rank1 | Posición en el torneo |
| 1              | Bandera de Argentina | Andrea Collarini           | 193   | Semifinales           |
| 2              | Bandera de Ecuador   | Álvaro Guillén Meza        | 211   | Primera ronda         |
| 3              | Bandera de Bolivia   | Murkel Dellien             | 221   | Semifinales           |
| 4              | Bandera de Argentina | Santiago Rodríguez Taverna | 265   | FINAL                 |
| 5              | Bandera de Argentina | Juan Bautista Torres       | 269   | Cuartos de final      |
| 6              | Bandera de Argentina | Lautaro Midón              | 309   | Segunda ronda         |
| 7              | Bandera de Uruguay   | Franco Roncadelli          | 345   | Segunda ronda         |
| 8              | Bandera de Argentina | Renzo Olivo                | 346   | Segunda ronda         |

- 1Se ha tomado en cuenta el ranking del 14 de abril de 2025.

### Otros participantes
Los siguientes jugadores recibieron una invitación (wild card), por lo tanto ingresan directamente al cuadro principal (WC):
- Facundo Bagnis
- Juan Manuel La Serna
- Máximo Zeitune

Los siguientes jugadores ingresan al cuadro principal tras disputar el cuadro clasificatorio (Q):
- Mateo Barreiros Reyes
- Igor Gimenez
- Conner Huertas del Pino
- Ignacio Monzón
- Fermín Tenti
- Nicolas Zanellato

## Campeones

### Individual Masculino
- Alex Barrena derrotó en la final a  Santiago Rodríguez Taverna por 7–5, 6–2[6][7][8][9]

### Dobles Masculino
- Conner Huertas del Pino /  Federico Zeballos derrotaron en la final a  Luciano Emanuel Ambrogi /  Máximo Zeitune por 1–6, 6–2, [10–8]